# Bernd Brunner

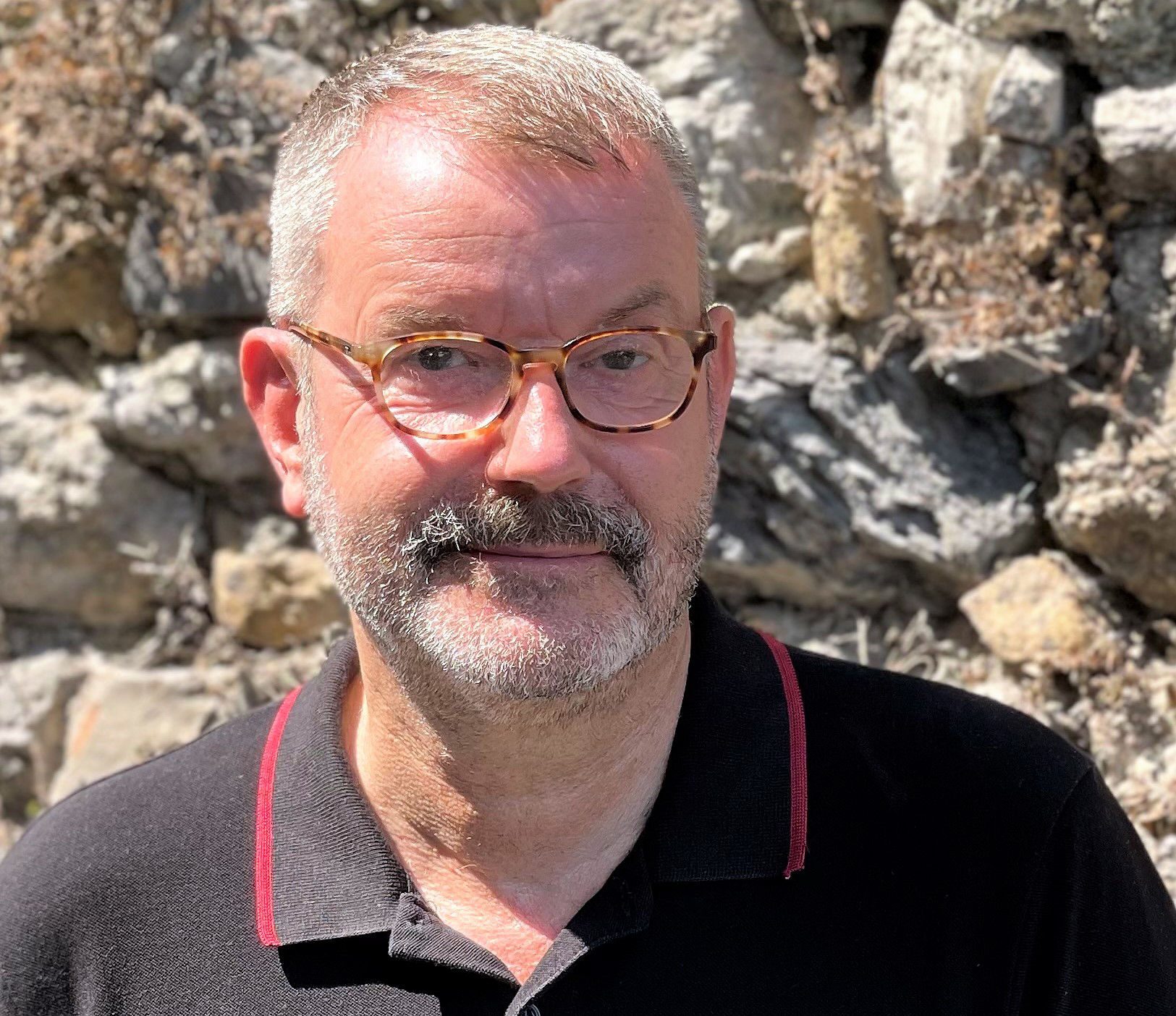
Bernd Brunner, 2021

Bernd Brunner (* 27. Mai 1964 in Berlin) ist ein deutscher Autor.

## Leben
Nach einer Ausbildung bei der Deutschen Bank studierte Brunner Betriebswirtschaftslehre an der HWR Berlin, danach Amerikanistik und Kulturwissenschaft an der Freien Universität Berlin, der Humboldt-Universität und als DAAD-Stipendiat an der University of Washington in Seattle, USA. Er arbeitete nach Hospitationen beim ZDF, bei Deutsche Welle tv und Arte Straßburg als Autor und Fernsehredakteur (Holtzbrinck Fernsehproduktion), als Zeitschriftenredakteur (IHK Berlin) sowie als Sachbuchlektor (Murmann Verlag, Hamburg).
Brunner referierte unter anderem an den Goethe-Instituten San Francisco und Washington, an der Bancroft Library der University of California in Berkeley, am Botanischen Garten der University of California in Berkeley, am Carnegie Museum of Natural History, am Bard Graduate Center for Studies in the Decorative Arts and Culture in New York City, am Deutschen Haus der New York University und an der Universität Zürich.
Seine Buchthemen bewegen sich an der Schnittstelle von Kultur-, Wissenschafts- und Mentalitätsgeschichte. Er schreibt auch für Zeitungen und Zeitschriften, unter anderem für Süddeutsche Zeitung, Neue Zürcher Zeitung, Die Zeit und Zeit Geschichte. Sein Beitrag The Wild Dogs of Istanbul, ursprünglich veröffentlicht bei The Smart Set, wurde für den Sammelband Best American Travel Writing 2013 ausgewählt (herausgegeben von Elizabeth Gilbert, erschienen bei Houghton Mifflin). Mehrere seiner Bücher erschienen auch in den USA/GB, Italien, Spanien, Frankreich, Norwegen, Rumänien, Russland, Türkei, Ägypten, Griechenland, Japan, China, Taiwan und Korea.
2016 wurde er Fellow und nonfiction-resident des Carey Institute for Global Good in New York. Seine Bücher Ornithomania, Als die Winter noch Winter waren und Die Erfindung des Nordens wurden von „New Books in German“ ausgewählt und für die Übersetzung ins Englische empfohlen.

## Werke
- Wie das Meer nach Hause kam. Die Erfindung des Aquariums. Transit, Berlin 2003, ISBN 3-88747-184-9 (überarbeitete Taschenbuchausgabe Verlag Klaus Wagenbach, Berlin 2011, ISBN 978-3-8031-2653-5). (Rezension: Ozeanische Gefühle jetzt!, FAZ vom 7. Oktober 2003)
englischsprachige Ausgabe: The Ocean at Home. An Illustrated History of the Aquarium. Aus dem Deutschen übersetzt von Ashley Marc Slapp. Princeton Architectural Press, New York City 2005, ISBN 1-56898-502-9 (überarbeitete Taschenbuchausgabe Reaktion Books, London 2011, ISBN 978-1-86189-816-6).
- Eine kurze Geschichte der Bären. Claassen, Berlin 2005, ISBN 3-546-00395-0.
englischsprachige Ausgabe: Bears. A Brief History. Aus dem Deutschen übersetzt von Lori Lantz. Yale University Press, New Haven und London 2007, ISBN 0-300-12299-3.
- Nach Amerika. Die Geschichte der deutschen Auswanderung. Beck, München 2009, ISBN 978-3-406-59184-6.
- Bär und Mensch. Die Geschichte einer Beziehung. Wissenschaftliche Buchgesellschaft, Darmstadt 2010, ISBN 978-3-534-23098-3.
- Moon. A Brief History. Yale University Press, New Haven, London 2010, ISBN 0-300-15212-4.
- Mond. Die Geschichte einer Faszination. Verlag Antje Kunstmann, München 2011, ISBN 978-3-88897-732-9.
- Die Erfindung des Weihnachtsbaums. Insel Verlag, Berlin 2011 (Insel-Bücherei 1347), ISBN 978-3-458-19347-0.
- Inventing the Christmas Tree. Aus dem Deutschen übersetzt von Benjamin A. Smith. Yale University Press, New Haven, London 2012, ISBN 978-0-300-18652-9.
- Die Kunst des Liegens. Handbuch der horizontalen Lebensform. Verlag Galiani Berlin bei Kiepenheuer und Witsch, Berlin 2012, ISBN 978-3-86971-051-8.
- The Art of Lying Down: A Guide to Horizontal Living. Aus dem Deutschen übersetzt von Lori Lantz. Melville House, New York, London 2013, ISBN 978-1-61219-309-0.
- Ornithomania. Geschichte einer besonderen Leidenschaft. Verlag Galiani Berlin bei Kiepenheuer und Witsch, Berlin 2015, ISBN 978-3-86971-117-1.
- Birdmania. A Remarkable Passion for Birds. Aus dem Deutschen übersetzt von Jane Billinghurst. Greystone Books, Vancouver und Berkeley 2017, ISBN 978-1-77164-277-4.
- Als die Winter noch Winter waren. Geschichte einer Jahreszeit.[1] Verlag Galiani Berlin bei Kiepenheuer und Witsch, Berlin 2016, ISBN 978-3-86971-129-4.
- Das Granatapfelbuch. Insel Verlag, Berlin 2018 (Insel-Bücherei 1444), ISBN 978-3-458-19444-6.
- Winterlust. Finding Beauty in the Fiercest Season. Aus dem Deutschen übersetzt von Mary Catherine Lawler. Greystone Books, Vancouver und Berkeley 2019, ISBN 978-1-77164-352-8.
- Mond und Mensch. Die Geschichte einer besonderen Beziehung. AT Verlag, Aarau und München 2019, ISBN 978-3-03800-036-5.
- Die Erfindung des Nordens. Kulturgeschichte einer Himmelsrichtung. Verlag Galiani Berlin bei Kiepenheuer und Witsch, Berlin 2019, ISBN 978-3-86971-192-8.
- Taming Fruit. How Orchards Have Transformed the Land, Offered Sanctuary, and Inspired Creativity. Greystone Books, Vancouver and Berkeley 2021, ISBN  978-1-77164-407-5.
- Das Buch der Nacht. Verlag Galiani Berlin bei Kiepenheuer und Witsch, Berlin 2021, ISBN 978-3-86971-230-7.
- Extreme North. A Cultural History. Aus dem Deutschen übersetzt von Jefferson Chase. W. W. Norton, New York 2022, ISBN 978-0-39388-100-4.
- Von der Kunst, die Früchte zu zähmen. Eine Kulturgeschichte des Obstgartens. Knesebeck Verlag, München 2022, ISBN 978-3-95728-566-9.
- Unterwegs ins Morgenland. Was Pilger, Reisende und Abenteurer erwarteten, und was sie fanden. Verlag Galiani Berlin bei Kiepenheuer und Witsch, Berlin 2024, ISBN 978-3-86971-252-9.
- Wie das Meer nach Hause kam. Die Erfindung des Aquariums. Überarbeitete Neuausgabe. HarperCollins Deutschland, Hamburg 2025, ISBN 978-3365009000

Übersetzungen:
- John Bainbridge: Die Superamerikaner. Aus dem amerikanischen Englisch übersetzt von Bernd Brunner. Transit, Berlin 2004, ISBN 3-88747-193-8.